# Cathal Smyth
Cathal Smyth (Cathal Joseph Patrick Smyth, ur. 14 stycznia 1959, Londyn, Anglia) – brytyjski muzyk, najbardziej znany jako drugi wokalista i tancerz zespołu ska pop - rockowego Madness. Znany jest też pod pseudonimem Chas Smash.
Od 1977 roku członkiem zespołu. Główny wokalista m.in. w utworach: "Michael Caine", "Wings of a Dove" "Madness (Is All in the Mind)", oraz "'The Communicator". Gra również na trąbce, a wcześniej na basie. Uczestniczył w nagraniach wszystkich albumów Madness. Jest też kompozytorem i współkompozytorem wielu utworów Madness: "Solid Gone", "Cardiac Arrest", "Tomorrow's (Just Another Day)", "Our House", "Michael Caine", "Mad Not Mad", "Johnny the Horse", "'The Communicator", "We Are London", "Clerkenwell Polka", "MK II".
W 1985 roku razem z członkiem macierzystego zespołu Grahamem "Suggsem" McPhersonem założył projekt The Fink Brothers który wydał singiel Mutants in Mega-City One.
W 1988 roku po rozpadzie Madness, razem z trzema jego członkami Grahamem "Suggsem" McPhersonem, Lee Thompsonem i Chrisem Foremanem utworzyli zespół The Madness, który wydał album pod tym samym tytułem. Zespół nie osiągnął sukcesu, wkrótce potem rozpadał się.
W 1995 roku współpracował z Sugsem przy nagraniu jego pierwszego albumu solowego The Lone Ranger.
W 2002 roku zakłada własną wytwórnie płytową RGR Music. Dla niej nagrywa debiutancki singiel "We're Coming Over", razem z The England Supporters Band (firmowany był jako Mr. Smash & Friends). W 2004 roku zamyka ją aby móc oddać się w pełni pracy z macierzystym zespołem.
Razem z Madness wystąpił w Polsce 4 sierpnia 2009 r. na Open’er Festival w Gdyni.